# سيلابل
Syllable عباره عن نظام تشغيل بدأ في عام 2002 كـ تعديل على نظام تشغيل سابق وهو آث أو إس، يهدف هذا المشروع إلى إنشاء نظام تشغيل سهل للاستخدام وقوي من اجل الاستخدام المنزلي واستخدامه في المكاتب الصغيرة، Syllable لا يزال يُطوّر ولكنه ثابت بما فيه الكفاية.

## مميزات Syllable
- الإقلاع عادة ما يأخذ اقل من 10 ثوان.
- دعم كامل للواجهه الرسوميه.
- دعم لمجموعه كبيره من العتاد.
- يأتي مع متصفح افتراضي وهو ABrowser بالإضافة إلى عميل بريد إلكتروني وهو Whisper بالإضافة إلى مجموعه كبيره من البرامج.
- متوافق بنسبة 99% مع بوزيكس.
- مفتوح المصدر.
- واجهة برمجة التطبيقات مكتوبه بإسلوب البرمجة غرضية التوجه برمجة كائنية التوجه.

## وصلات
- الموقع الرسمي
- برامج تعمل على Syllable

## روابط خارجية
- سيلابل على موقع SourceForge (الإنجليزية)